# ホンダ・L型エンジン

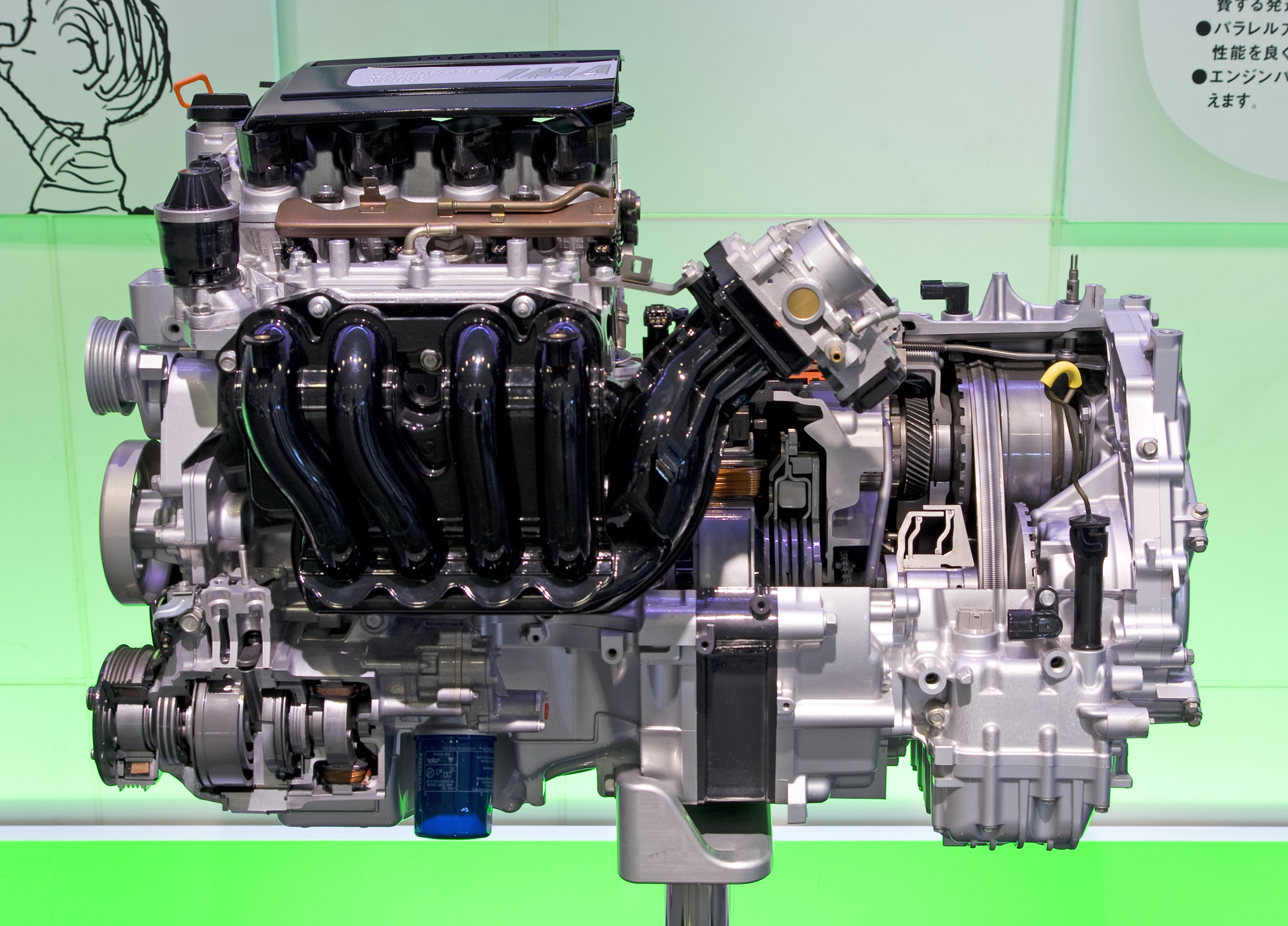
LDA 1.3L i-DSI+VCM エンジン

ホンダ・L型エンジン（ホンダ・Lがたエンジン）は、本田技研工業で製造されている小型車種およびハイブリッドカー用の直列4気筒ガソリンエンジンである。

## 機構

### i-DSI
12A/L13A/L15A
D型の後継機種。「CO2の削減（燃費の向上）」と「排気ガスのクリーン化」を両立しながら、走る楽しさ（動力性能の向上）との高次元での融合を目指した「i-シリーズ」のエンジンであり、K型に続く第2弾として登場した。
吸・排気バルブは1つずつだが、点火プラグが対角の位置に2個ずつ取付けられ、その1つ1つに点火コイルを装着し、エンジン回転や負荷に応じて最適なタイミングと位相で点火する。吸排気ポートは燃焼室内にスワールが形成される形状にし、燃焼速度の向上を図っている。アルミ製シリンダーブロックにはシリンダーとクランクシャフトの中心軸がオフセットされ、ピストンとシリンダー間の摩擦抵抗の低減を図っている。
また、エンジン後方にエキゾーストマニホールドを取付けることにより、エンジンと三元触媒との間隔を近づけ、冷間時でも早期から排気ガスの浄化を可能にした。さらに、排気ガスを触媒のセル面に対して斜めにあて接触面積を増やし、浄化効率を向上させている。

### i-DSI+VCM
LDA/LEA
シビックハイブリッドおよび2代目インサイト用に開発。可変バルブタイミング・リフト機構を応用し、減速回生時に一部または全気筒の吸・排気バルブを休止することにより擬似的に排気量を可変し、吸・排気のポンピングロスを低減させている。これによりタイヤからの回転エネルギーを無駄なく発電機（IMA用モーター）へ伝え、回生効率を向上させている。さらに、2代目シビックハイブリッド用は、3ステージi-VTEC（低速域：ローカム運転、高速域：吸気のみハイカムによる高出力運転、減速回生時：吸・排気バルブを休止）仕様となっている。
2代目シビックハイブリッド用及び2代目インサイト用にはエキゾーストマニホールドが無く、シリンダーヘッド内で隣り合う排気ポートが集合し、その直後に三元触媒が装備されている。

### VTEC
L15A
吸・排気バルブはそれぞれ2個ずつで、高出力と実用性を両立するために、可変バルブタイミング・リフト機構が装備されている。低速域で吸気バルブのうち片方を休止することにより、燃焼室内にスワールを形成させ、燃焼速度の向上を図る「VTEC-E」に類似した仕様である。

### i-VTEC
L12B/L13A/L15A/LEAおよび後述のエンジン
前述したVTECと同様、低速域で吸気バルブのうち片方を休止する省燃費仕様と、低速・高速でカムプロフィールを切り替えるパフォーマンス仕様のSOHCエンジンに加え、低速域と高速域で吸気バルブの開閉タイミング（バルブタイミング）とリフト量を変化させる仕様のDOHCエンジンが存在する。スロットルバルブはDBWにより開閉されている。LDA後期仕様と同様にエキゾーストマニホールドが無く、シリンダーヘッド内で排気ポートが集合している。

### EARTH DREAMS TECHNOLOGY

#### LFA
アコードハイブリッド用に開発されたミラーサイクルエンジン。「L型」の形式を持つ一方でR型エンジン（R20A型）をベースとし、動弁系がDOHC化されたほか、吸気カムシャフトにはVTECと電動VTCを組合せたi-VTECが装着されている。また、ロッカーアームやクランクシャフトなどが大幅に軽量化され、水冷EGRの採用などと合わせて、多くの条件の中で熱効率の向上や冷却損失の低減が図られている。
吸気カムシャフトには燃費用と出力用のカムがあり、VTECにより状況に合わせて切り替えられる。出力用カムは燃費用カムより狭い作用角が与えられており、吸気バルブが早めに閉じることで吸気の充填効率を上げ、出力を向上させる。電動VTCはエンジン再始動時の振動を低減（吸気弁の遅閉じデコンプ制御）を可能にする目的もある。吸気バルブの遅閉じにより、圧縮比は13.0と高く設定されている。
その他、従来ベルトなどで駆動していた冷却水用ポンプやエアコン用コンプレッサーなども電動化され、補機ベルトが不要になったことによるフリクション低減やエンジン全長の短縮も図られている。

#### L13B
3代目フィットに初搭載されたミラーサイクルエンジン。DOHC化され吸気側では吸気遅閉じのミラーサイクルを実現する広開角カムと通常の狭開角カムを持つVTECを採用。エンジンが低回転時と、高回転高負荷時に狭開角カムを使用する。さらに吸気側に電動VTCを採用し遅閉じ制御やオーバーラップ制御を行う。圧縮比は13.5で、クールドEGRも採用する。

#### L15B
NA
3代目フィットに初搭載されたDOHC直噴エンジン。吸気側にはVTCとともに低速カムと高速カムによる高出力型VTECを採用する。圧縮比は11.5。点火プラグの小径化によってバルブ径を拡大し吸気効率をアップ、ポンピングロスを低減している。クランクシャフトではジャーナル径を50mmから46mmにサイズダウン、バランスウェイトも減らして軽量化している。
VTEC TURBO
ダウンサイジングコンセプトに基づき、L15Bにターボチャージャーを組み合わせて2.0L並みの性能を発揮する。5代目ステップワゴンに初搭載された。ホンダの登録車向けターボエンジンは初代レジェンドに搭載されたC20A以来である。また､VTECと称しているがバルブ可変機構は位相可変型のVTCのみであり､これをVTECと呼ぶのはこれが初めてである。ベースとなったエンジンは前方吸気・後方排気であったが本エンジンでは後方吸気・前方排気となっている。

#### LEB
2代目フィットハイブリッド向けに初搭載されたミラーサイクルエンジン。上述のL15Bエンジン（NA）をベースに開発された排気量1.5Lのもので、燃料噴射を通常のポート噴射に変更した上で、ミラーサイクル化されている。組み合わせられるハイブリッドシステムは1モーターのSPORT HYBRID i-DCDのみであったが、2018年に発売されたクラリティPHEVには2モーターのSPORT HYBRID i-MMDが搭載された。ヴェゼルおよびジェイド搭載にあたっては本来の筒内燃料噴射との組み合わせとなっている。

## 歴史
- 2001年6月21日発表のフィットにL13Aが初採用。
- 2001年12月13日発表のシビックハイブリッドにIMA仕様のLDAを搭載。
- 2002年9月18日発表のモビリオスパイクに4バルブVTECのL15Aを搭載。
- 2005年9月22日発表の2代目シビックハイブリッドのLDAに、全気筒休止モードなどを追加した3ステージi-VTECが採用された。
- 2007年10月18日発表の2代目フィットに、i-VTEC化されたL13AとL15Aを搭載。
- 2013年6月20日発表の2代目アコードハイブリッドに、EARTH DREAMS TECHNOLOGYを投入した2,000ccのLFAを搭載。
- 2013年9月5日発表の3代目フィットに、ミラーサイクル（アトキンソンサイクル）エンジンのL13B、直噴仕様のL15B、ハイブリッド向けのLEBが採用された。
- 2015年4月24日発表の5代目ステップワゴンに、ターボ仕様のL15Bが採用された。
- 2017年7月27日発表の10代目シビックハッチバックに専用チューニングが施されたハイオク仕様のL15Cが採用された。

## バリエーション

### 現在

#### L12B

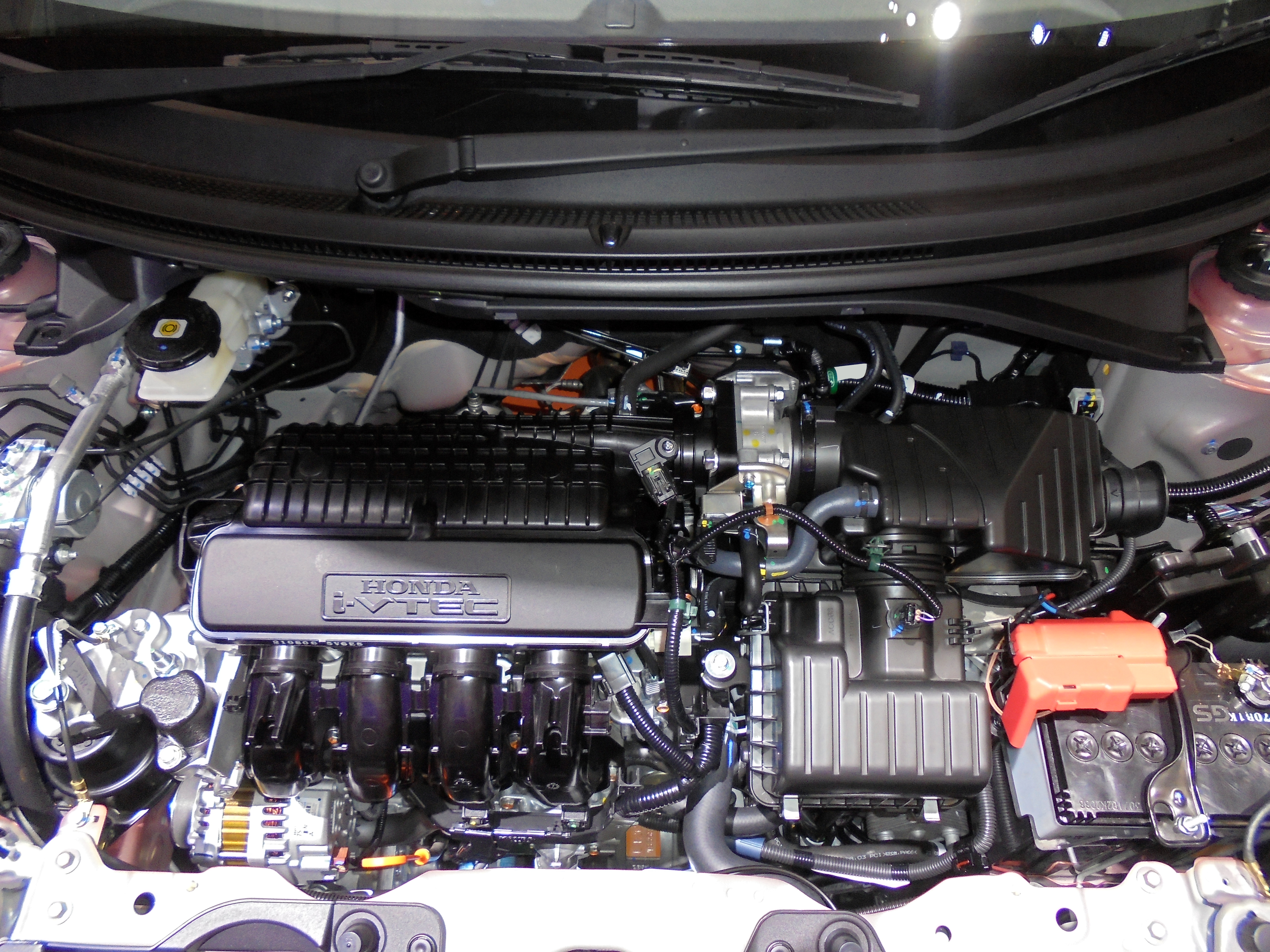
L12B3

- 弁機構：SOHC i-VTEC チェーン駆動 吸気2 排気2
- 排気量：1,198 cc
- 内径×行程：73.0mm× 71.58mm
- 燃料供給装置形式：電子制御燃料噴射式（PGM-FI）
- 参考スペック（DD1 ジャズ）
  - 最高出力：66kW(90PS)/6,200rpm
  - 最大トルク：114N·m(11.2kg·m)/4,900rpm
- ブリオ（DD1）
- アメイズ（DF5）

#### L13B

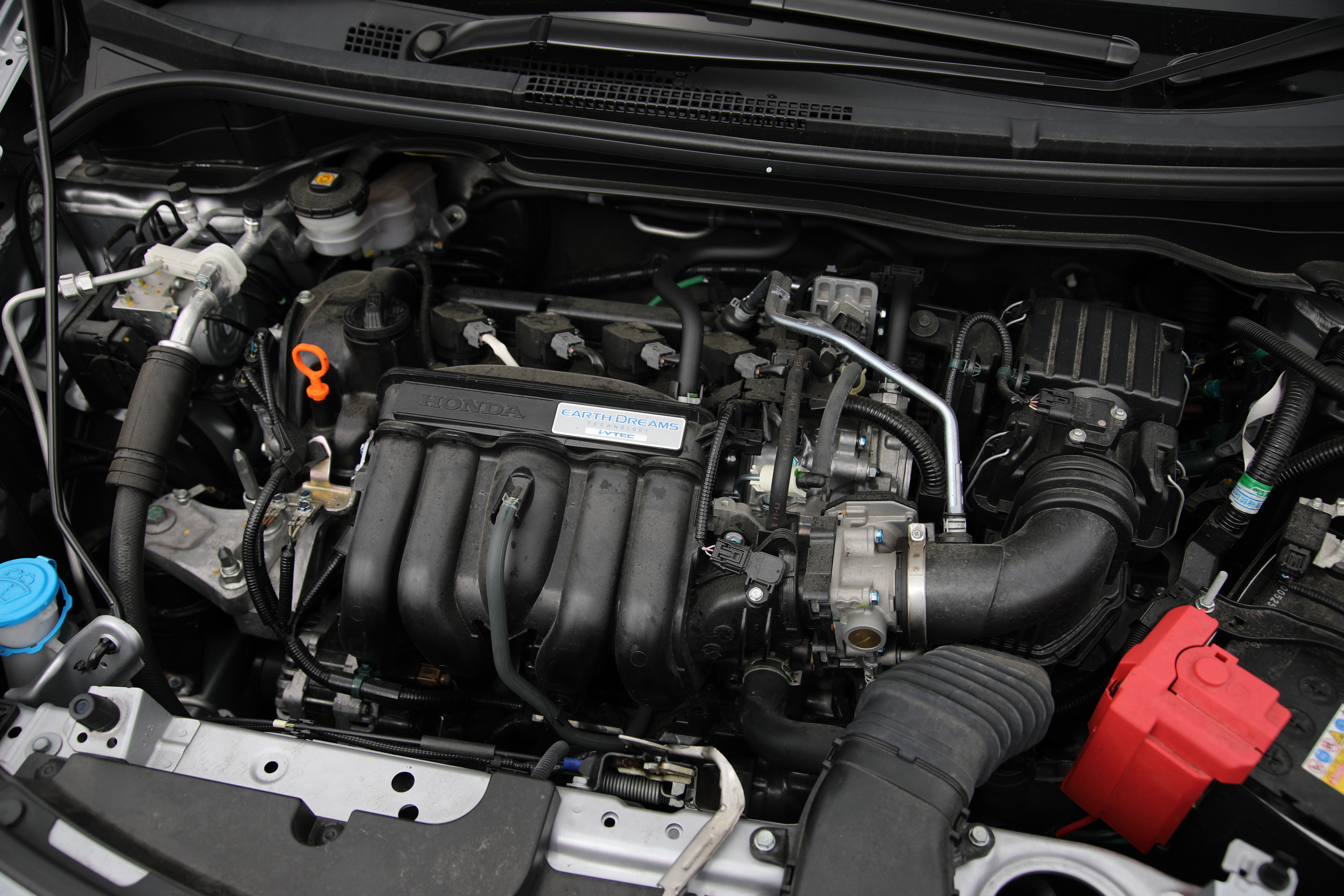
L13B

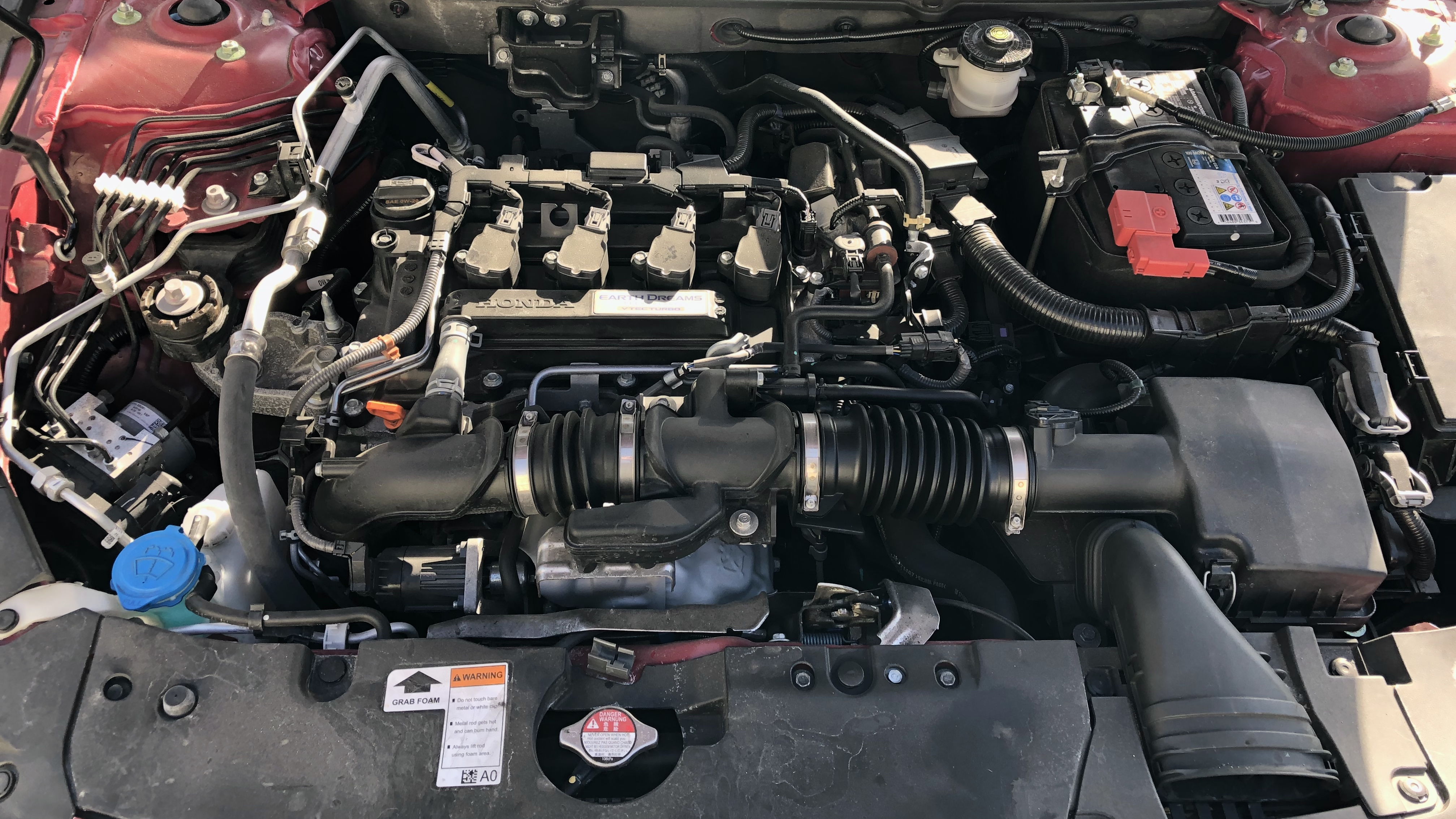
L15B

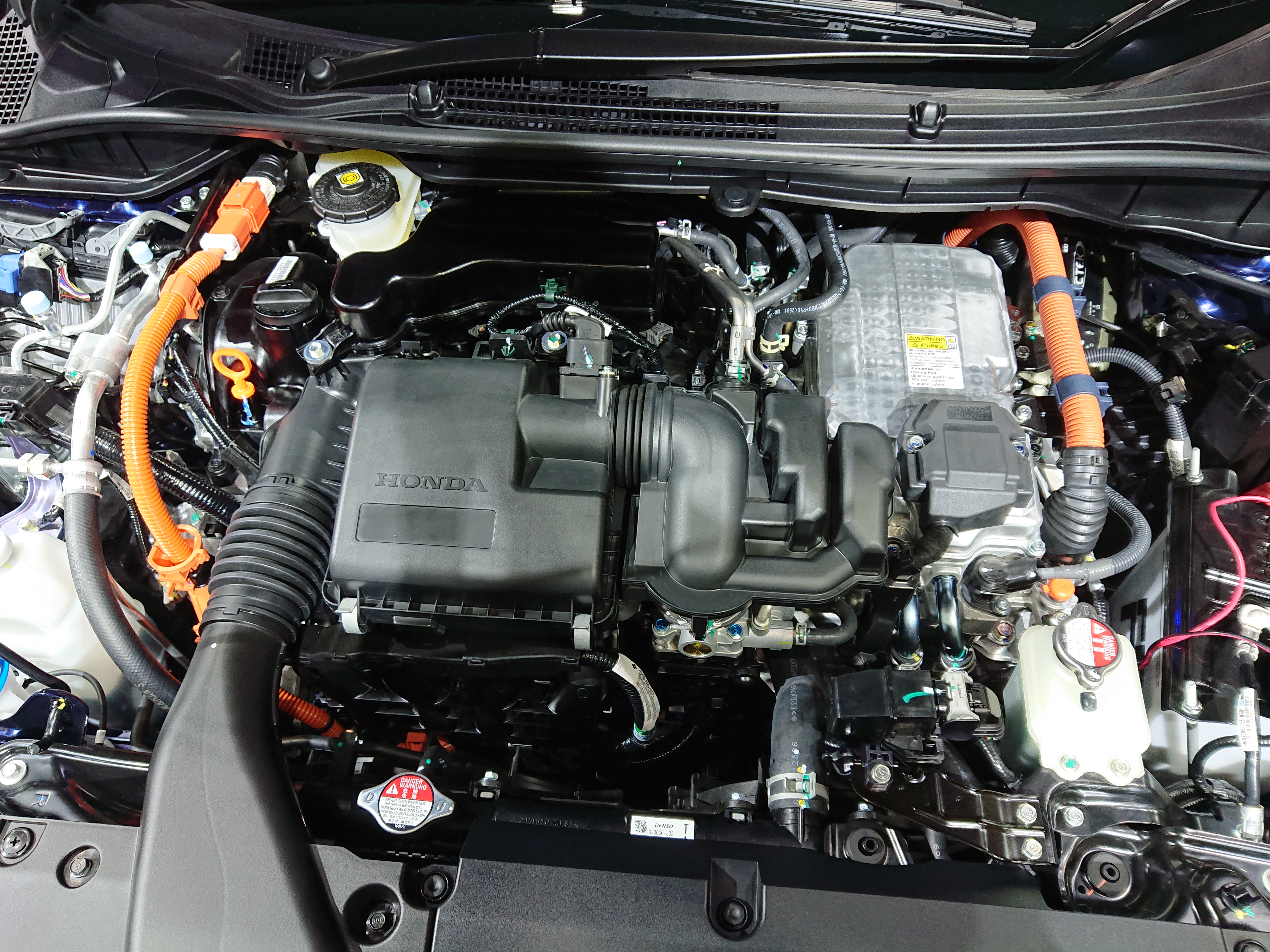
LEB

- 弁機構：DOHC i-VTEC チェーン駆動 吸気2 排気2
- 排気量：1,317cc
- 内径×行程：73.0mm×78.7mm
- 燃料供給装置形式：電子制御燃料噴射式（PGM-FI）
- 参考スペック（GR1 フィット）
  - 最高出力：73kW(100PS)/6,000rpm
  - 最大トルク：119N·m(12.1kg·m)/5,000rpm
- フィット（GR1/2/5/7）

#### L15B
VTEC TURBO
- 弁機構：DOHC i-VTEC チェーン駆動 吸気2 排気2
- 排気量：1,496cc
- 内径×行程：73.0mm×89.4mm
- 燃料供給装置形式：筒内直接噴射式（PGM-FI）
- 参考スペック（CY1 アコード）
  - 最高出力：143kW(192hp)/6,000rpm
  - 最大トルク：260N·m(192 lb⋅ft)/1,700 - 5,000rpm
- アコード（CY1）

#### L15C
VTEC TURBO

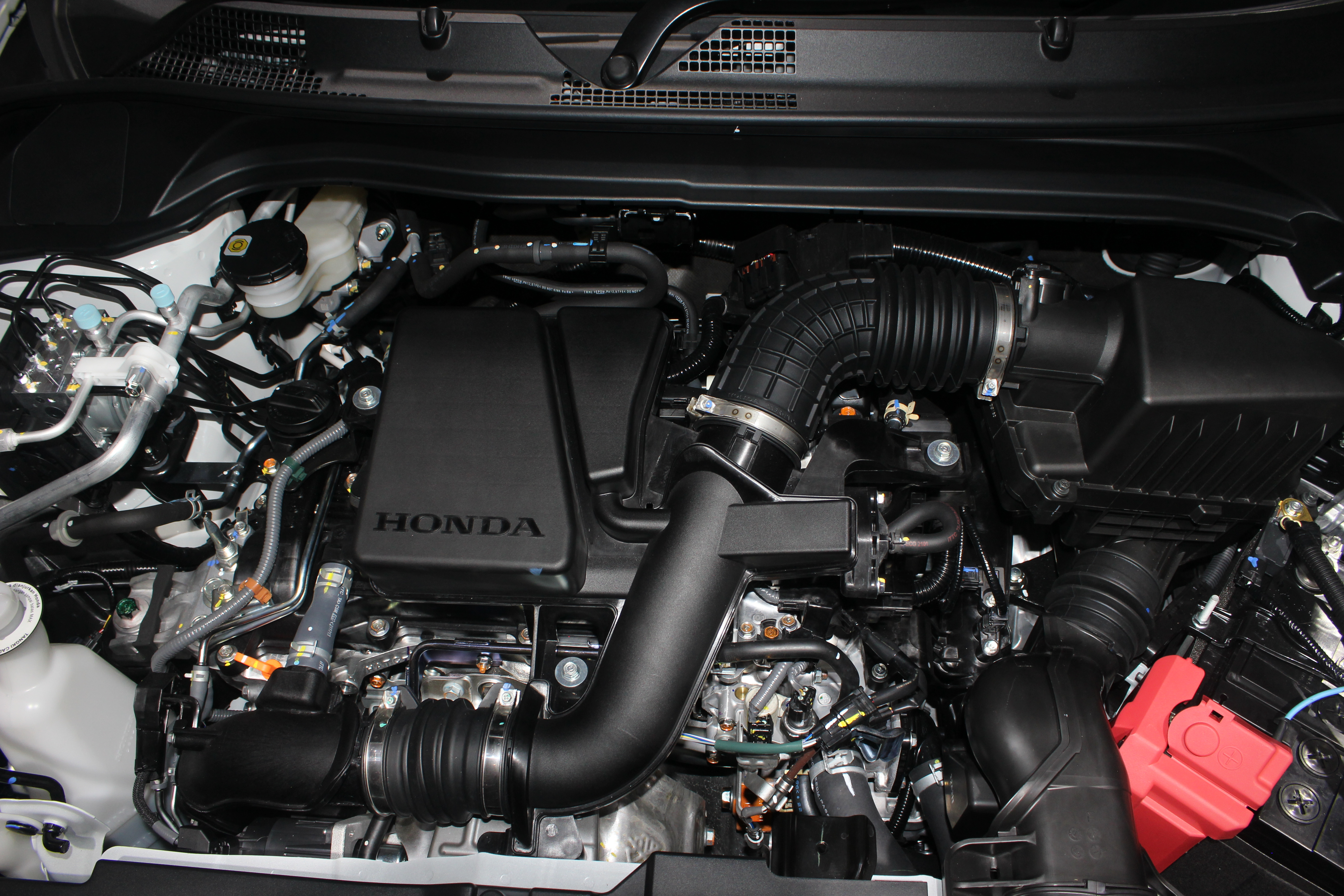
L15C

- 弁機構：DOHC i-VTEC チェーン駆動 吸気2 排気2
- 排気量：1,496cc
- 内径×行程：73.0mm×89.4mm
- 燃料供給装置形式：筒内直接噴射式（PGM-FI）
- 参考スペック（FL1 シビック）
  - 最高出力：134kW(182PS)/6,000rpm
  - 最大トルク：240N·m(24.5kg·m)/1,700 - 4,500rpm
- シビック（FL1）
- ステップワゴン（RP6/7）
- ZR-V（RZ3/5）

#### L15D
- 弁機構：DOHC i-VTEC チェーン駆動 吸気2 排気2
- 排気量：1,496cc
- 内径×行程：73.0mm×89.4mm
- 燃料供給装置形式：電子式燃料噴射装置（PGM-FI）
- 参考スペック（DG5 WR-V）
  - 最高出力：87kW(118PS)/6,600rpm
  - 最大トルク：142N·m(14.5kg·m)/4,300rpm
- WR-V（DG5）
- フリード（GT1/2/3/4）

#### L15Z

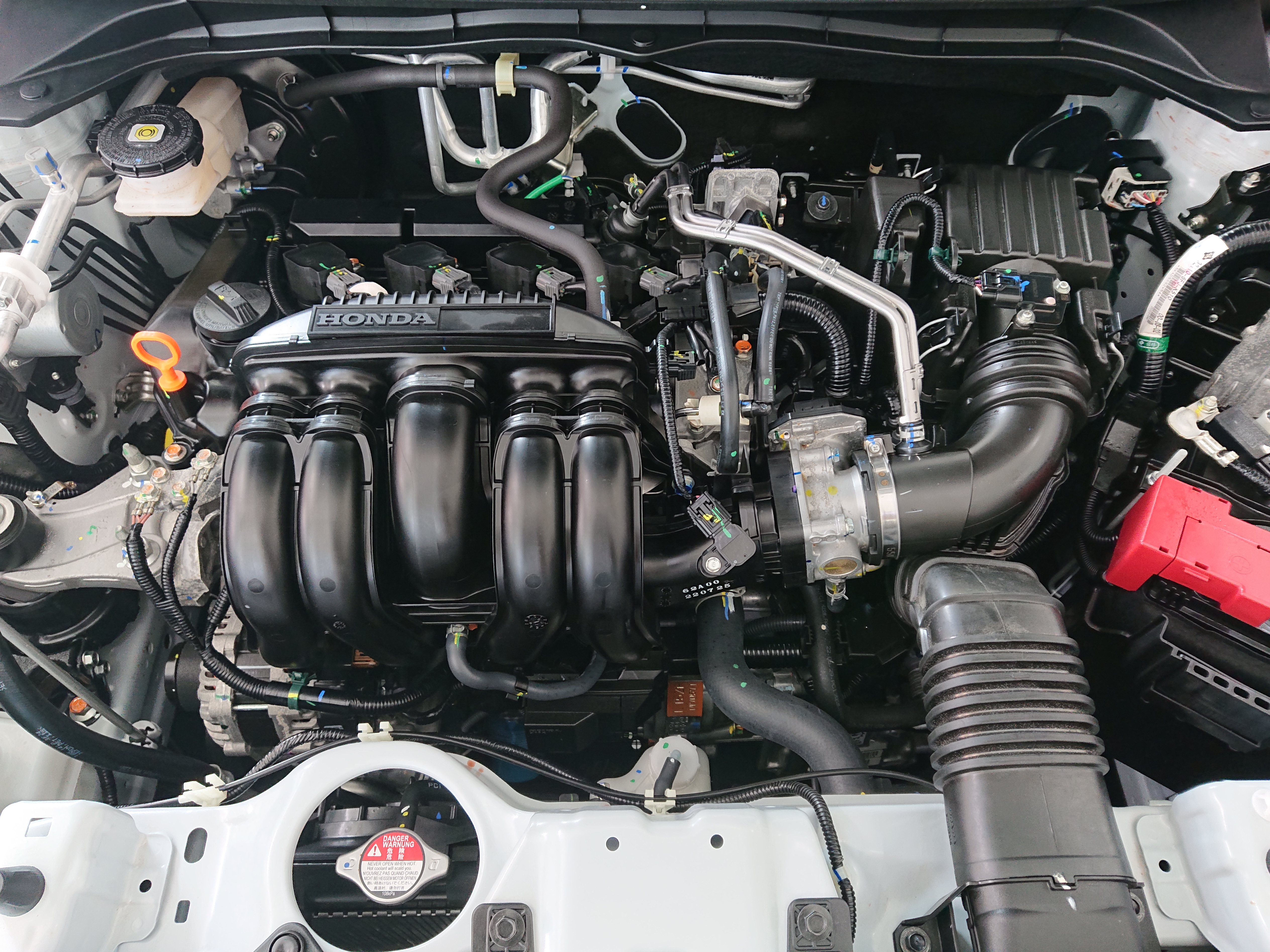
L15Z

- 弁機構：DOHC i-VTEC チェーン駆動 吸気2 排気2
- 排気量：1,496cc
- 内径×行程：73.0mm×89.4mm
- 燃料供給装置形式：電子制御燃料噴射式（PGM-FI）
- 参考スペック（RV3 ヴェゼル）
  - 最高出力：87kW(118PS)/6,600rpm
  - 最大トルク：142N·m(14.5kg·m)/4,300rpm
- ヴェゼル（RV3/4）

#### LEB
- 弁機構：DOHC i-VTEC チェーン駆動 吸気2 排気2
- 排気量：1,496cc
- 内径×行程：73.0mm×89.4mm
- 燃料供給装置形式：電子制御燃料噴射式（PGM-FI）
- 参考スペック（GT5 フリード）
  - 最高出力：78kW(106PS)/6,000-6,400rpm
  - 最大トルク：127N·m(13.0kg·m)/4,500-5,000rpm
- フィット   (GR3/4/6/8)
- フリード（GT5/6/7/8）

#### LEC

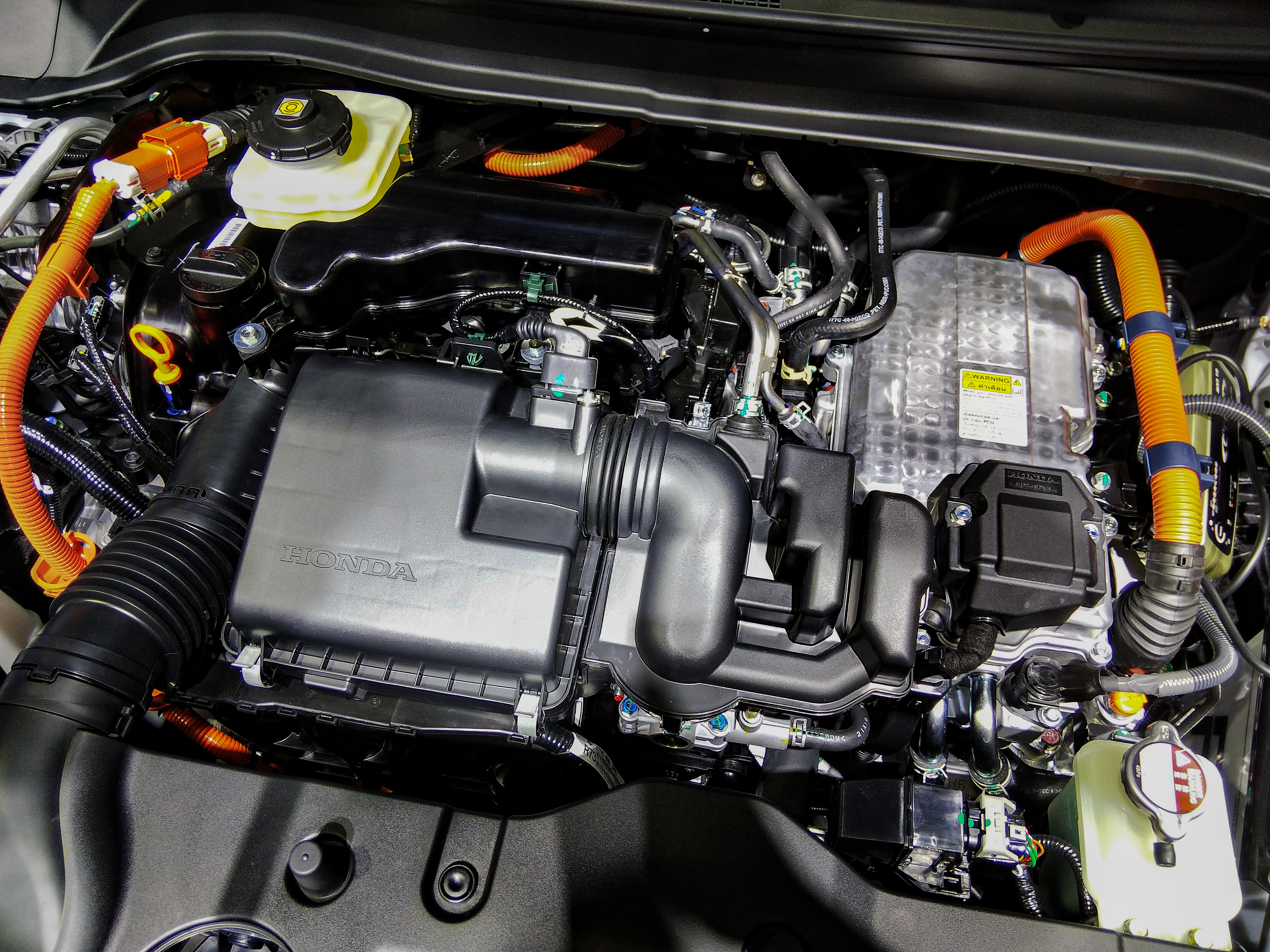
LEC6

- 弁機構：DOHC i-VTEC チェーン駆動 吸気2 排気2
- 排気量：1,496cc
- 内径×行程：73.0mm×89.4mm
- 燃料供給装置形式：筒内直接噴射式（PGM-FI）
- 参考スペック（RV5 ヴェゼル）
  - 最高出力：78kW(106PS)/6,000 - 6,400rpm
  - 最大トルク：127N·m(13.0kg·m)/4,500 - 5,000rpm
- ヴェゼル（RV5/6）

#### LFA
- 弁機構：DOHC i-VTEC チェーン駆動 吸気2 排気2
- 排気量：1,993cc
- 内径×行程：81.0mm×96.7mm
- 燃料供給装置形式：電子制御燃料噴射式（PGM-FI）
- 参考スペック（RP8 ステップワゴン）
  - 最高出力：107kW(145PS)/6,200rpm
  - 最大トルク：175N·m(17.8kg·m)/3,500rpm
- ステップワゴン（RP8）

#### LFB
- 弁機構：DOHC i-VTEC チェーン駆動 吸気2 排気2
- 排気量：1,993cc
- 内径×行程：81.0mm×96.7mm
- 燃料供給装置形式：電子制御燃料噴射式（PGM-FI）
- 参考スペック（RC5 オデッセイ）
  - 最高出力：107kW (145PS)/6,200rpm
  - 最大トルク：175N·m (17.8kgf·m)/3,500rpm
- オデッセイ（RC5）

#### LFC
- 弁機構：DOHC i-VTEC チェーン駆動 吸気2 排気2
- 排気量：1,993cc
- 内径×行程：81.0mm×96.7mm
- 燃料供給装置形式：電子制御燃料噴射式（PGM-FI）
- 参考スペック（FL4 シビック）
  - 最高出力：104kW (141PS)/6,000rpm
  - 最大トルク：182N·m (18.6kgf·m)/4,500rpm

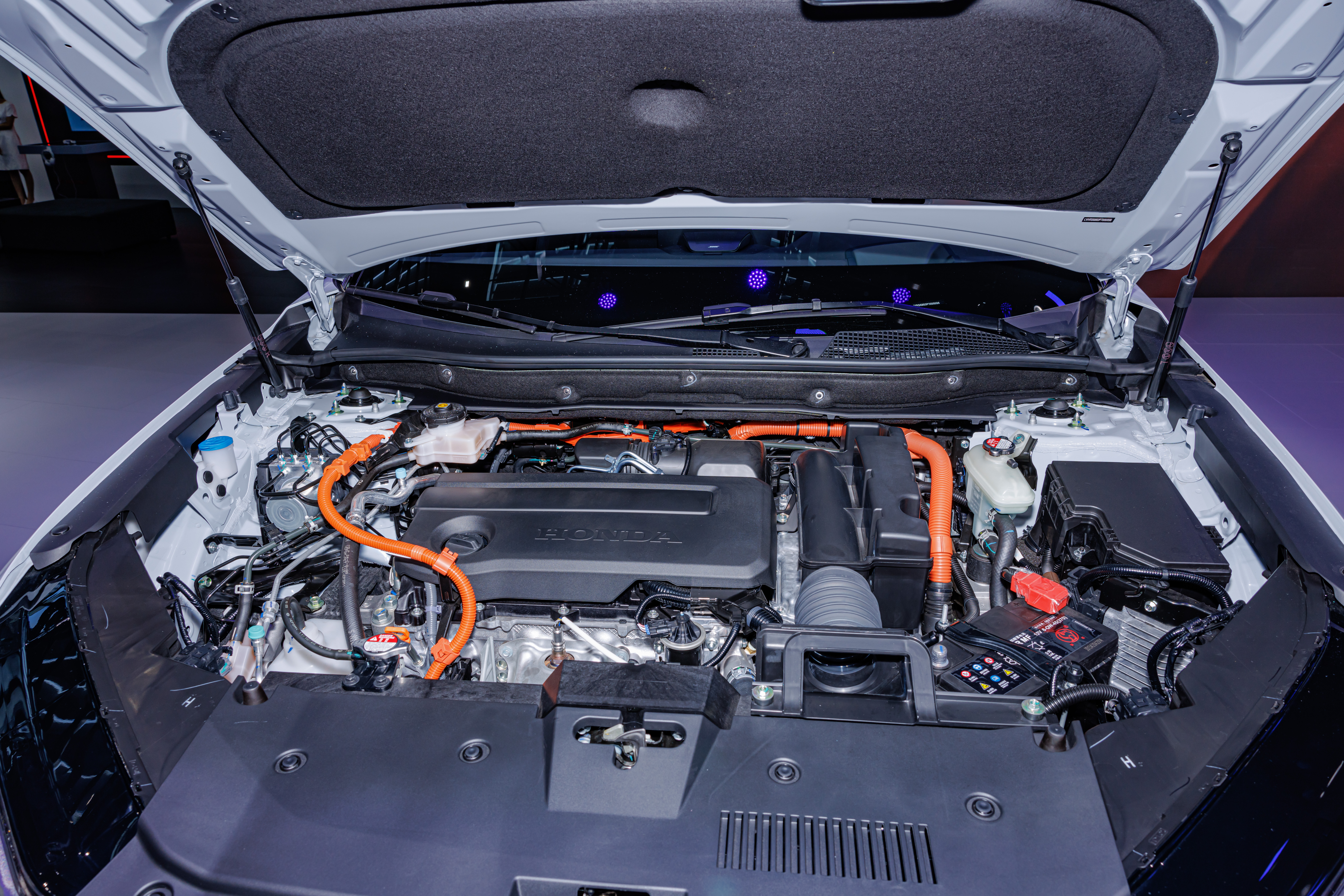
LFC1 (CR-V e:HEV RS型 中国仕様)

- シビック (FL4)
- ZR-V（RZ4/6）
- CR-V（RS型 中国仕様)

#### LFD
- 弁機構：DOHC チェーン駆動 吸気2 排気2
- 排気量：1,993cc
- 内径×行程：81.0mm×96.7mm
- 燃料供給装置形式：電子制御燃料噴射式（PGM-FI）
- 参考スペック（CY2 アコード）
  - 最高出力：108kW (147PS)/6,100rpm
  - 最大トルク：182N·m (18.6kgf·m)/4,500rpm
- アコード (CY2)

### 過去

#### L12A
- 弁機構：SOHC チェーン駆動 吸気1 排気1
- 排気量：1,246cc
- 内径×行程：73.0mm×74.4mm
- 燃料供給装置形式：電子制御燃料噴射式（PGM-FI）
- 参考スペック（GD5 ジャズ）
  - 最高出力：57kW(78hp)/5,700rpm
  - 最大トルク：110N·m(81 lbf·ft)/2,800rpm

#### L13A
i-DSI
- 弁機構：SOHC チェーン駆動 吸気1 排気1
- 排気量：1,339cc
- 内径×行程：73.0mm×80.0mm
- 燃料供給装置形式：電子制御燃料噴射式（PGM-FI）
- 参考スペック（GD1 フィット）
  - 最高出力：63kW(86PS)/5,700rpm
  - 最大トルク：119N·m(12.1kg·m)/2,800rpm

i-VTEC

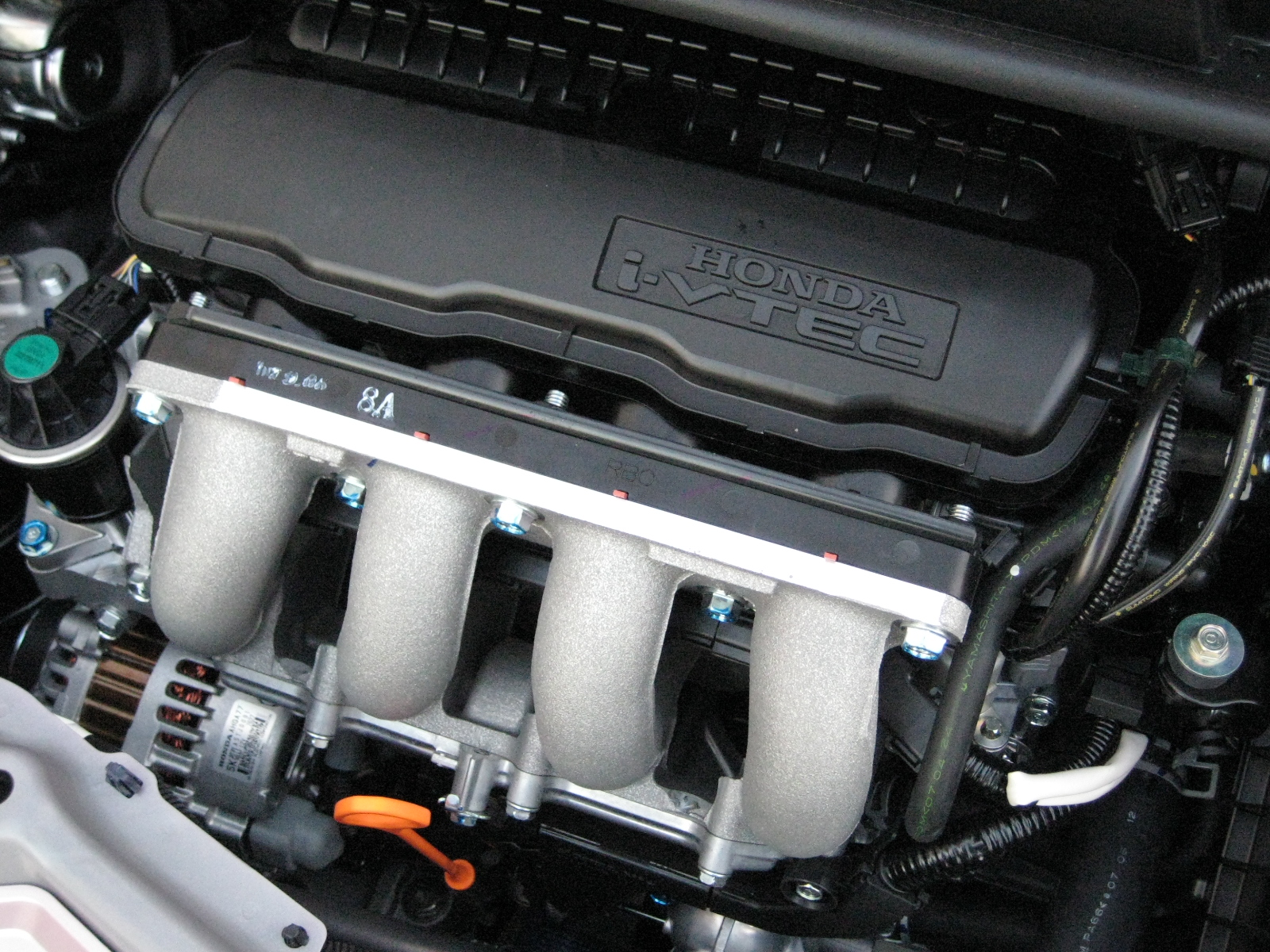
L13A i-VTEC

- 弁機構：SOHC i-VTEC チェーン駆動 吸気2 排気2
- 排気量：1,339cc
- 内径×行程：73.0mm×80.0mm
- 燃料供給装置形式：電子制御燃料噴射式（PGM-FI）
- 参考スペック（GE6 フィット）
  - 最高出力：73kW(100PS)/6,000rpm
  - 最大トルク：127N·m(13.0kg·m)/4,800rpm

#### L15A
i-DSI
- 弁機構：SOHC チェーン駆動 吸気1 排気1
- 排気量：1,496cc
- 内径×行程：73.0mm×89.4mm
- 燃料供給装置形式：電子制御燃料噴射式（PGM-FI）
- 参考スペック（GJ3 パートナー）
  - 最高出力：66kW(90PS)/5,500rpm
  - 最大トルク：131N·m(13.4kg·m)/2,700rpm

VTEC

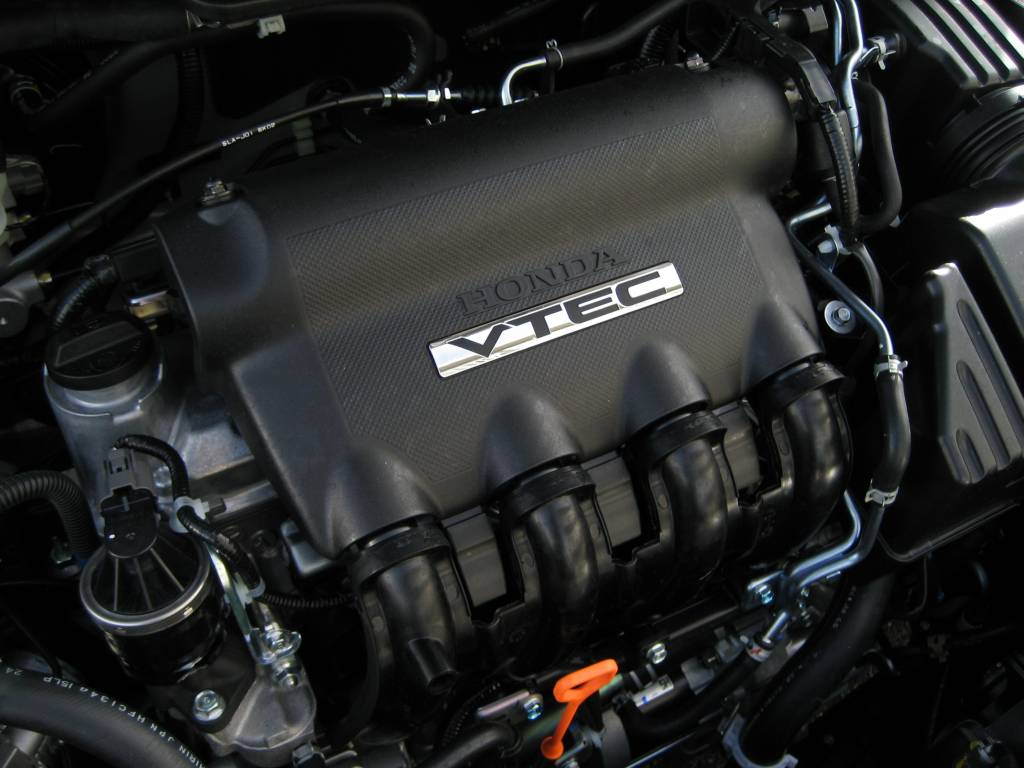
L15A VTEC

- 弁機構：SOHC VTEC チェーン駆動 吸気2 排気2
- 排気量：1,496cc
- 内径×行程：73.0mm×89.4mm
- 燃料供給装置形式：電子制御燃料噴射式（PGM-FI）
- 参考スペック（GJ1 エアウェイブ）
  - 最高出力：81kW(110PS)/5,700rpm
  - 最大トルク：143N·m(14.6kg·m)/4,800rpm

i-VTEC

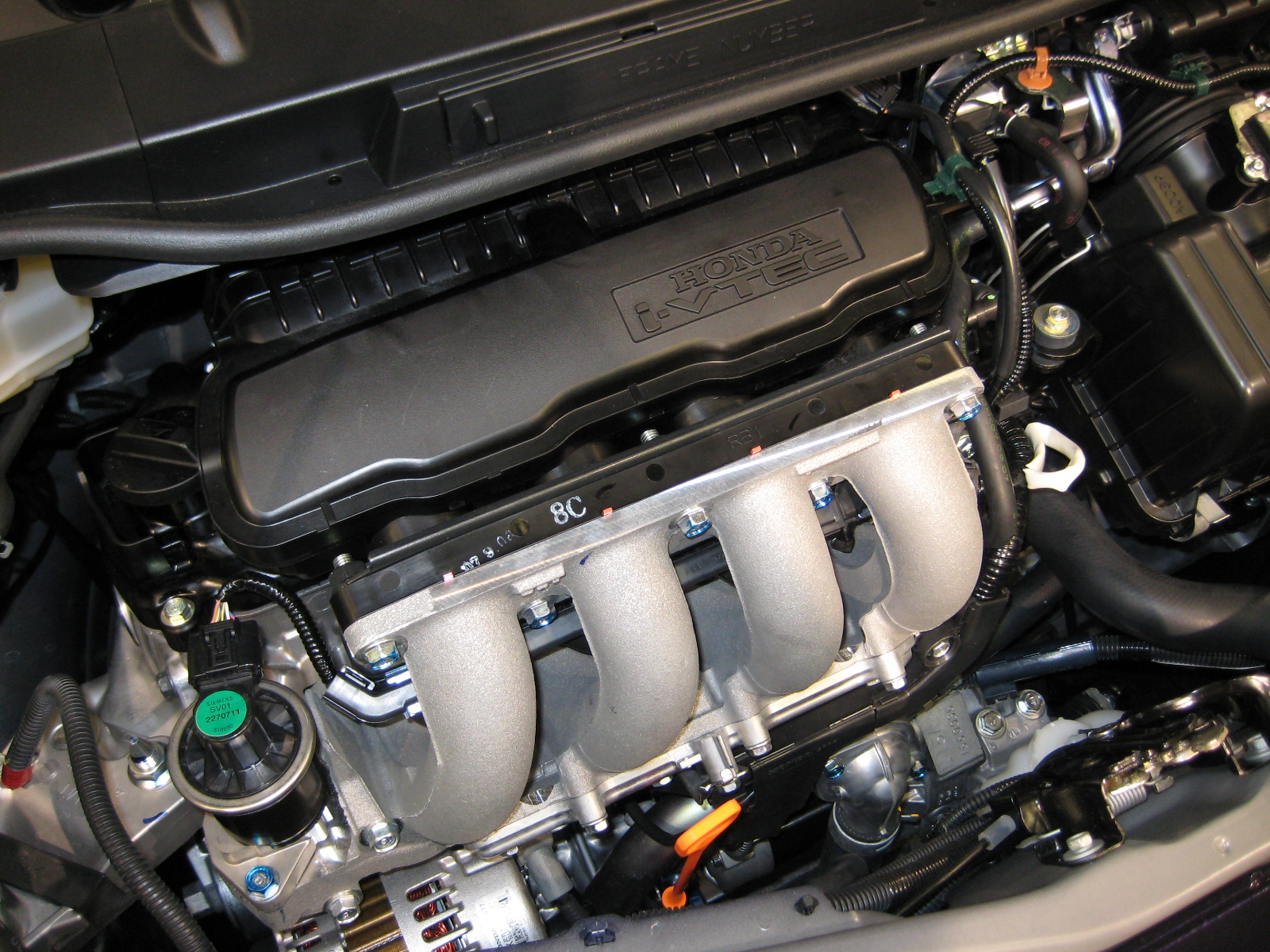
L15A i-VTEC

- 弁機構：SOHC i-VTEC チェーン駆動 吸気2 排気2
- 排気量：1,496cc
- 内径×行程：73.0mm×89.4mm
- 燃料供給装置形式：電子制御燃料噴射式（PGM-FI）
- 参考スペック（GE8 フィット）
  - 最高出力：88kW(120PS)/6,600rpm
  - 最大トルク：145N·m(14.8kg·m)/4,800rpm

#### L15B
NA
- 弁機構：DOHC i-VTEC チェーン駆動 吸気2 排気2
- 排気量：1,496cc
- 内径×行程：73.0mm×89.4mm
- 燃料供給装置形式：筒内直接噴射式（PGM-FI）
- 参考スペック（GK5 フィット）
  - 最高出力：97kW(132PS)/6,600rpm
  - 最大トルク：155N·m(15.8kg·m)/4,800rpm

#### LDA
i-DSI+VCM
- 弁機構：SOHC i-VTEC チェーン駆動 吸気1 排気1
- 排気量：1,339cc
- 内径×行程：73.0mm×80.0mm
- 燃料供給装置形式：電子制御燃料噴射式（PGM-FI）
- 参考スペック（ZE2 インサイト）
  - 最高出力：65kW(88PS)/5,800rpm
  - 最大トルク：121N·m(12.3kg·m)/4,500rpm

i-DSI+3Stage i-VTEC

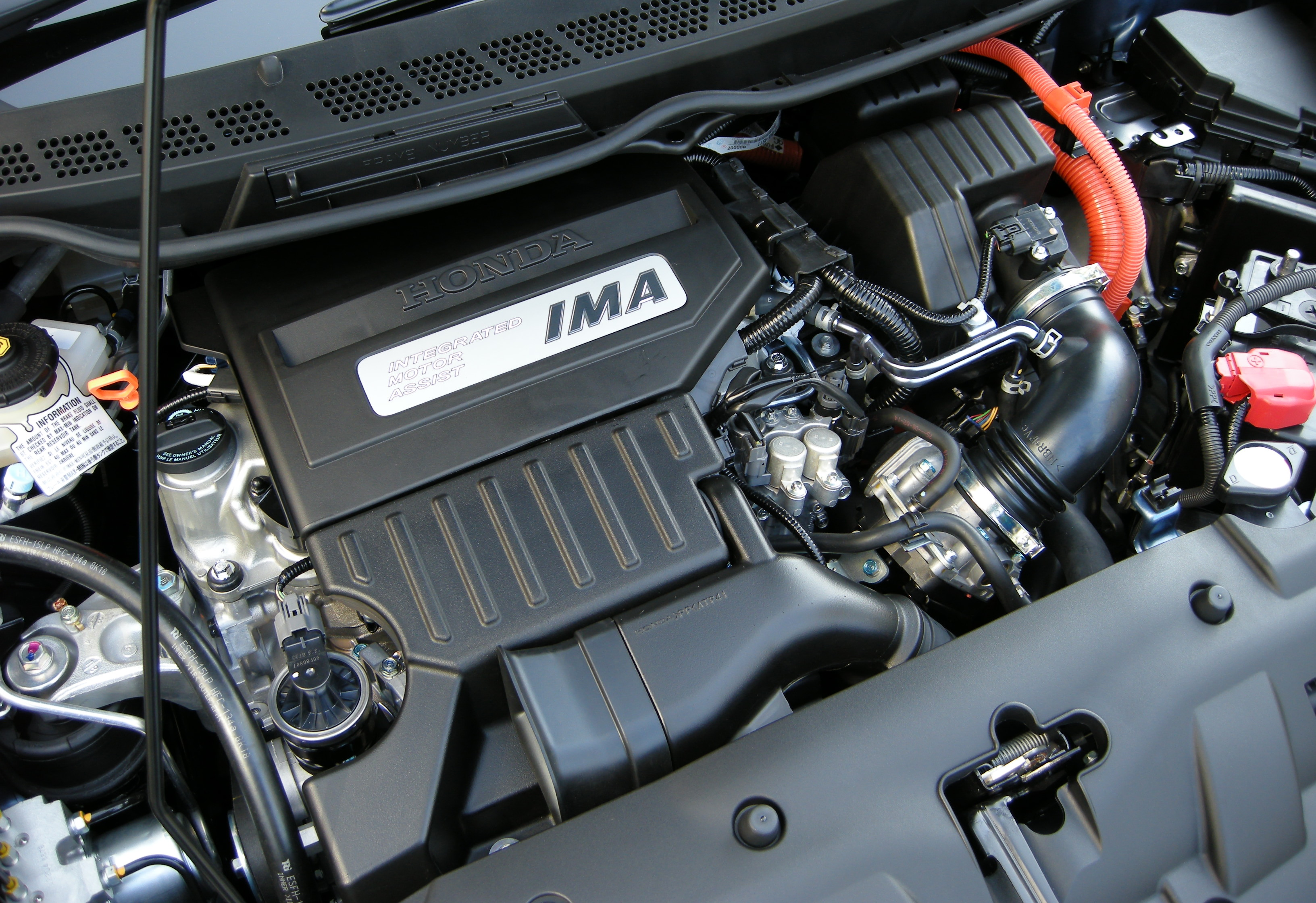
LDA i-DSI+3Stage i-VTEC

- 弁機構：SOHC 3Stage i-VTEC チェーン駆動 吸気1 排気1
- 排気量：1,339cc
- 内径×行程：73.0mm×80.0mm
- 燃料供給装置形式：電子制御燃料噴射式（PGM-FI）
- 参考スペック（FD3 シビックハイブリッド）
  - 最高出力：70kW(95PS)/6,000rpm
  - 最大トルク：123N·m(12.5kg·m)/4,600rpm

#### LEA
i-VTEC

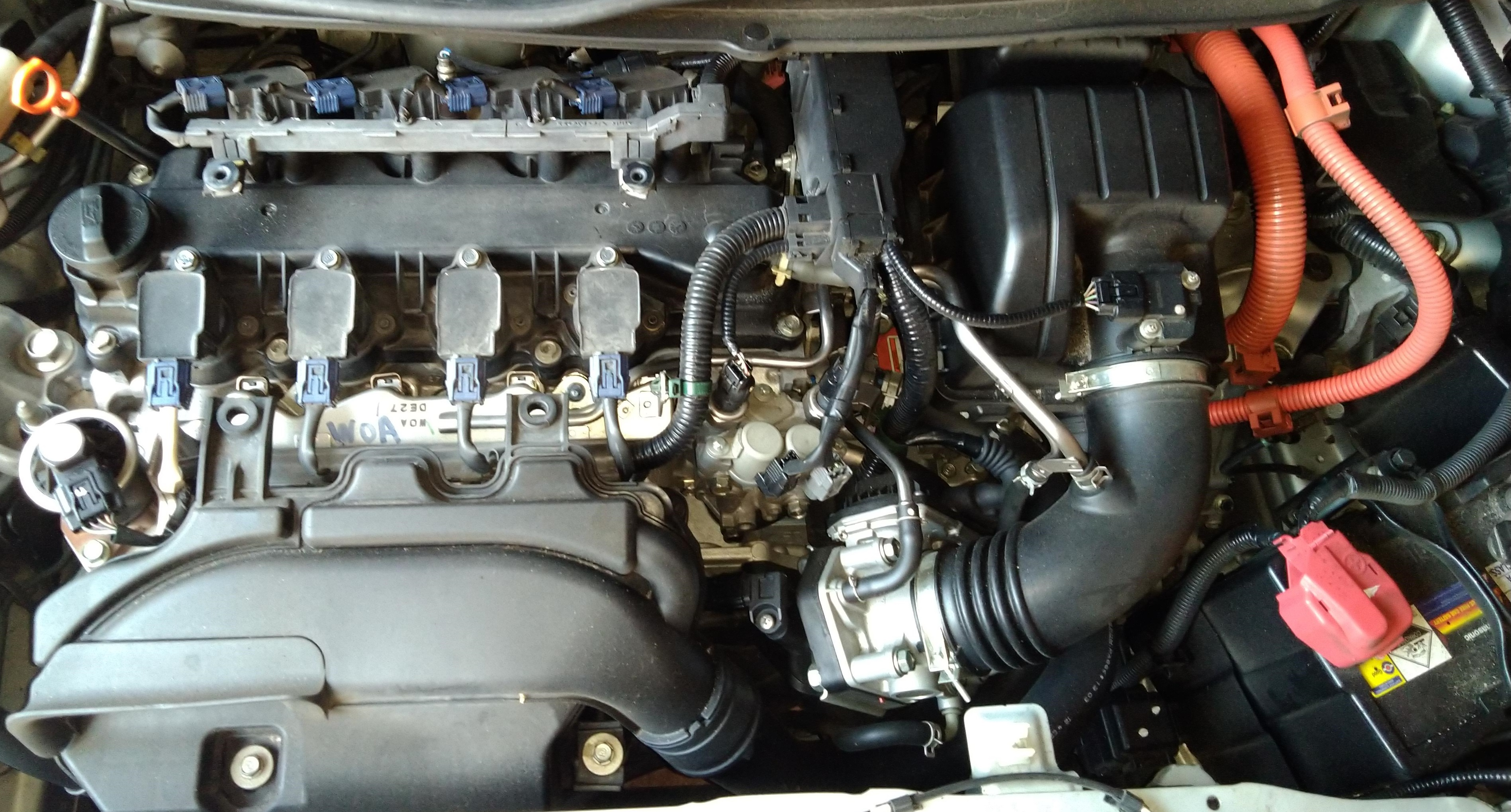
LEA-MF6 i-VTEC+IMA

- 弁機構：SOHC i-VTEC チェーン駆動 吸気2 排気2
- 排気量：1,496cc
- 内径×行程：73.0mm×89.4mm
- 燃料供給装置形式：電子制御燃料噴射式（PGM-FI）
- 参考スペック（ZF2 CR-Z）
  - 最高出力：88kW(120PS)/6,600rpm
  - 最大トルク：145N·m(14.8kg·m)/4,800rpm

i-VTEC+VCM
- 弁機構：SOHC i-VTEC チェーン駆動 吸気1 排気1
- 総排気量：1,496cc
- 内径×行程：73.0mm×89.4mm
- 燃料供給装置形式：電子制御燃料噴射式（ホンダPGM-FI）
- 参考スペック（GP3 フリードハイブリッド）
  - 最高出力：65kW(88PS)/5,400rpm
  - 最大トルク：132N·m(13.5kgf·m)/4,200rpm

#### LEB
ポートインジェクション
- 弁機構：DOHC i-VTEC チェーン駆動 吸気2 排気2
- 排気量：1,496cc
- 内径×行程：73.0mm×89.4mm
- 燃料供給装置形式：電子制御燃料噴射式（PGM-FI）
- 参考スペック（GP5 フィットハイブリッド）
  - 最高出力：81kW(110PS)/6,000rpm
  - 最大トルク：134N·m(13.7kg·m)/5,000rpm
- フィットハイブリッド（GP5/6）
- グレイス（GM4/5）
- シャトルハイブリッド（GP7/8）
- クラリティPHEV（ZC5）
- インサイト（ZE4）

直噴
- 弁機構：DOHC i-VTEC チェーン駆動 吸気2 排気2
- 排気量：1,496cc
- 内径×行程：73.0mm×89.4mm
- 燃料供給装置形式：筒内直接噴射式（PGM-FI）
- 参考スペック（RU3 ヴェゼルハイブリッド）
  - 最高出力：97kW(132PS)/6,600rpm
  - 最大トルク：156N·m(15.9kg·m)/4,600rpm
- ヴェゼルハイブリッド（RU3/4）
- ジェイドハイブリッド（FR4）

## 過去の搭載車種
L12A
- シティ（GE1）
- ジャズ（GD5）

L12B
- ジャズ（GG1/2/5）
- ブリオアメイズ（DF1）

L13A
- フィット（GD1/2,GE6/7）
- フィットアリア（GD6/7）

L13B
- フィット（GK3/4）

L15A
- フィット（GD3/4,GE8/9）
- フィットアリア（GD8/9）
- モビリオ（GB1/2）
- モビリオスパイク（GK1/2）
- パートナー（GJ3/4）
- エアウェイブ（GJ1/2）
- フリード（GB3/4）
- フリードスパイク（GB3/4）
- フィットシャトル（GG7/8）

L15B
- フィット（GK5/6）
- ヴェゼル（RU1/2）
- シャトル（GK8/9）
- グレイス（GM6/9）
- ジェイドRS（FR5）
- CR-V（RW1/2）
- フリード（GB5/6）

L15C
- シビック（FK7）

LDA
- シビックハイブリッド（ES9/FD3）
- フィットハイブリッド（GP1）
- インサイト（ZE2)
- フィットシャトルハイブリッド（GP2）

LEA
- CR-Z（ZF1/2）
- フィットハイブリッドRS（GP4）
- インサイト（ZE3）
- フリードハイブリッド（GP3）
- フリードスパイクハイブリッド（GP3）

LEB
- フィットハイブリッド（GP5/6）
- シャトルハイブリッド（GP7/8）
- ジェイドハイブリッド（FR4）
- ヴェゼルハイブリッド（RU3/4）
- グレイス（GM4/5）
- クラリティPHEV（ZC5）
- インサイト（ZE4）
- フリード（GB7/8）

LFA
- アコードハイブリッド（CR6/7）
- アコードプラグインハイブリッド（CR5）
- オデッセイ（RC4）
- ステップワゴンスパーダ（RP5）

LFB
- CR-V（RT5/6）
- アコード（CV3)